# Cova de sa Madona
La Cova de Sa Madona és un jaciment arqueològic, una necròpoli romana situada dins una cova, situat a Son Danús (s'Alqueria Blanca, Santanyí).

## Localització
Es troba a 1 km. aproximadament de s'Alqueria Blanca i es tracta d'una cova enfonsada, en la qual la vegetació i els arbres no permeten valorar prou si es tracta d'una cova natural o excavada. La seva coberta es va esbucar cobrint bona part de l'espai del jaciment.

## Coneixement i destrucció del jaciment
L'any 1892 el vicari Miquel Llinàs notificà a la Comissió de Monuments de Balears que un grup de cercadors de tresors excavaven a sa Cova de sa Madona i destapaven enterraments acompanyants d'un abundant material arqueològic. El saqueig va ser posat en coneixement també de la Societat Arqueològica Lul·liana. La Comissió va visitar el lloc on s'havia produït la violació i va poder adquirir una sèrie d'objectes que passaren en qualitat de depòsit al Museu de la Societat Arqueològica Lul·liana. Una altra comissió de la Societat Arqueològica es presentà a l'indret, recollint un altre conjunt d'objectes que s'afegiren als primers. Jaume Planas va adquirir un tercer lot de peces de l'aixovar funerari, que es va guardar al Museu Arqueològic de Barcelona. Bartomeu Ferrà, un dels tres comissionats per la Societat Arqueològica Lul·liana va descriure el material descobert.

## Descripció
L'espai ocupat pel jaciment té uns 20 metres de llarg per 8 d'ample. Degut a l'esfondrament de la cova i posterior saqueig sabem molt poca cosa de com es trobaven les tombes i els seus corresponent aixovars funeraris. Hi havia enterrament d'inhumació i d'incineració, qualcun dins urnes funeràries fetes amb pedra de Santanyí. Sembla que s'hi localitzà una capa de terra blanquinosa amb abundants fragments ceràmics, però a causa de tractar-se d'una espoliació no es varen fixar amb altra cosa més que amb les peces completes, sense parar esment als fragments que s'acaramullaren amb la terra i les pedres remogudes. Hi havia ceràmica fina i ceràmica basta barrejades.

## Objectes ingressats en el Museu de la Societat Arqueològica Lul·liana
Un ungüentari romà de fang vermellós, un fragment d'un altre ungüentari hel·lenístic del mateix color, una escudella romana blanquinosa feta amb torn, dos tassons fets a mà de color fosc; una tègula sepulcral de 56 per 40 cm., un altre fragment amb la senya T.SEX, un ungüentari de vidre de color blau fosc i un de blanc de pàtina platejada, diversos collars fets amb peces de vidre, una agulla i un punxó d'os, una tapadora d'urna funerària feta de marès, una peça de molí amb dos grops, nou barretes de bronze, dues anelles amb fils que lliguen objectes de bronze, tres campanetes de bronze que formaven part d'un collar, una punta de llança de bronze i altres peces diverses del mateix metall, anells de ferro en espiral i alguns altres petits objectes de ferro.

## Objectes duits al Museu Arqueològic de Barcelona
Cinc barretes de bronze amb els corresponents discos massissos, dos petits discos de bronze, un disc massís amb incisions de cercles concèntrics, braçals, anells, una punta de llança, dos collars formats per peces de pasta de vidre de colors vius, etc.